# متانی
متانی (به انگلیسی: Mattani) یک منطقهٔ مسکونی در پاکستان است که در پیشاور و در نزدیکی دره آدم خیل واقع شده‌است. متانی ۱۰٬۰۰۰ نفر جمعیت دارد. متانی در برخی زبانها به معنای «یک خانه» است، ریشه «ماتی-» به معنای «بلند، استعاره از ایستادگی کردن» (از ریشه هندواروپایی کلمه «کوه») نیز ممکن است این نام را توضیح دهد.

## ویژگی ناحیه
با توجه به این اهمیت جغرافیایی، متانی، مرکز بسیاری از فعالیت‌های اجتماعی، اقتصادی و تجاری منطقهٔ خودش محسوب می‌شود و مرکز خریدی برای مناطق اطرافش مانند شیرکرا، آدزای، دره آدم خیل، کالا خیل، پاسانی و آکا خیل است. «بازار متانی» مرکز خرید اصلی مناطق مجاور است که شامل فروشگاه‌های پزشکی، بازار سبزیجات، دیگر فروشگاه‌های عمومی، فروشگاه‌های الکترونیک، نانوایی‌ها و شیرینی‌فروشی‌ها، فروشگاه‌های پوشاک و مراکز تعمیر خودرو می‌شود.